# 争获三大革命红旗运动
争获三大革命红旗运动，是1973-1974年朝鮮民主主義人民共和國的政治運動。可能是受到中国共产党领导人毛泽东发起的三大革命运动的影响，當時朝鮮勞動黨總書記金日成也提出三大革命，分別是思想革命、技術革命、文化革命並最终達到最終的思想和文化革命。群衆通過大衆運動和技術來控制並改造自然，達到技術的革命。當時朝鮮勞動黨派遣年輕黨員到工場、企業與農場的生產現場從事社會主義總路線建設，並在全國實行。這個運動也是金日成長子金正日確立權力，成為其接班人的契機。争获三大革命红旗运动和深化組事件並列被稱為朝鮮版的文化大革命。